# Championnat d'Afrique des nations masculin de handball 1983
Navigation
Championnat d'Afrique des Nations 1981 Championnat d'Afrique des Nations 1985
La 5e édition du Championnat d'Afrique des nations masculin de handball a eu lieu au Caire (Égypte) du 22 au 31 juillet 1983. Le tournoi réunit les meilleures équipes masculines de handball en Afrique et se joue en même temps que le tournoi féminin. 
L'Algérie conserve son titre et obtient à cette occasion sa qualification pour les Jeux olympiques de 1984. La RP Congo, finaliste, est qualifié pour le Championnat du monde B 1985.

## Résultats

### Phase de groupe

#### Groupe A
Les résultats du groupe A sont :
| \| Date \| Équipe 1 \| Score \| Équipe 2 \| \| ------------------------- \| -------- \| ------- \| -------- \| \| Ven. 22 juillet 1983 \| Égypte \| 24 – 23 \| Maroc \| \| Sam. 23 juillet 1983 \| Maroc \| ? – ? \| Nigeria \| \| Sam. 23 juillet 1983 \| Algérie \| 17 – 14 \| Sénégal \| \| Dim. 24 juillet 1983 \| Égypte \| ? – ? \| Sénégal \| \| Lun. 25 juillet 1983 \| Algérie \| 18 – 14 \| Maroc \| \| Mar. 26 juillet 1983 \| Sénégal \| 21 – 18 \| Maroc \| \| Mar. 26 juillet 1983 \| Égypte \| 20 – 16 \| Nigeria \| \| Mercredi. 27 juillet 1983 \| Algérie \| 29 – 23 \| Nigeria \| \| Jeu. 28 juillet 1983 \| Sénégal \| 32 – 24 \| Nigeria \| \| Jeu. 28 juillet 1983 \| Algérie \| 25 – 23 \| Égypte \| | Le classement final du groupe A est : 1. Algérie (8 pts, 4 j, 4 G, 0 N, 0 D, 89 bp, 74 bc, +15 diff) 2. Égypte 3. Sénégal 4. Maroc 5. Nigeria |         |          |
| Date | Équipe 1 | Score   | Équipe 2 |
| Ven. 22 juillet 1983 | Égypte | 24 – 23 | Maroc    |
| Sam. 23 juillet 1983 | Maroc | ? – ?   | Nigeria  |
| Sam. 23 juillet 1983 | Algérie | 17 – 14 | Sénégal  |
| Dim. 24 juillet 1983 | Égypte | ? – ?   | Sénégal  |
| Lun. 25 juillet 1983 | Algérie | 18 – 14 | Maroc    |
| Mar. 26 juillet 1983 | Sénégal | 21 – 18 | Maroc    |
| Mar. 26 juillet 1983 | Égypte | 20 – 16 | Nigeria  |
| Mercredi. 27 juillet 1983 | Algérie | 29 – 23 | Nigeria  |
| Jeu. 28 juillet 1983 | Sénégal | 32 – 24 | Nigeria  |
| Jeu. 28 juillet 1983 | Algérie | 25 – 23 | Égypte   |

#### Groupe B
Les résultats du groupe B sont :
| \| Date \| Équipe 1 \| Score \| Équipe 2 \| \| -------------------- \| ------------- \| ------- \| ------------- \| \| Sam. 23 juillet 1983 \| Cameroun \| 22 – 20 \| Angola \| \| Sam. 23 juillet 1983 \| RP Congo \| ? – ? \| Côte d'Ivoire \| \| Dim. 24 juillet 1983 \| Cameroun \| ? – ? \| Côte d'Ivoire \| \| Dim. 24 juillet 1983 \| RP Congo \| ? – ? \| Tunisie \| \| Mar. 26 juillet 1983 \| RP Congo \| 23 – 16 \| Cameroun \| \| Mar. 26 juillet 1983 \| Tunisie \| 22 – 20 \| Angola \| \| Mer. 27 juillet 1983 \| Tunisie \| 21 – 17 \| Cameroun \| \| Mer. 27 juillet 1983 \| Côte d'Ivoire \| 27 – 25 \| Angola \| \| Jeu. 28 juillet 1983 \| RP Congo \| 17 – 17 \| Angola \| \| Jeu. 28 juillet 1983 \| Tunisie \| 28 – 18 \| Côte d'Ivoire \| | Le classement final du groupe B est : 1. RP Congo 2. Tunisie 3. Cameroun 4. Côte d'Ivoire 5. Angola |         |               |
| Date | Équipe 1                                                                                            | Score   | Équipe 2      |
| Sam. 23 juillet 1983 | Cameroun                                                                                            | 22 – 20 | Angola        |
| Sam. 23 juillet 1983 | RP Congo                                                                                            | ? – ?   | Côte d'Ivoire |
| Dim. 24 juillet 1983 | Cameroun                                                                                            | ? – ?   | Côte d'Ivoire |
| Dim. 24 juillet 1983 | RP Congo                                                                                            | ? – ?   | Tunisie       |
| Mar. 26 juillet 1983 | RP Congo                                                                                            | 23 – 16 | Cameroun      |
| Mar. 26 juillet 1983 | Tunisie                                                                                             | 22 – 20 | Angola        |
| Mer. 27 juillet 1983 | Tunisie                                                                                             | 21 – 17 | Cameroun      |
| Mer. 27 juillet 1983 | Côte d'Ivoire                                                                                       | 27 – 25 | Angola        |
| Jeu. 28 juillet 1983 | RP Congo                                                                                            | 17 – 17 | Angola        |
| Jeu. 28 juillet 1983 | Tunisie                                                                                             | 28 – 18 | Côte d'Ivoire |

### Demi-finales
Les résultats des demi-finales, disputées dans la salle de la police au Caire, sont :
| Date                   | Équipe 1 | Score                         | Équipe 2 |
| ---------------------- | -------- | ----------------------------- | -------- |
| Samedi 30 juillet 1983 | Algérie  | 19 – 17ap (16-16 temps régl.) | Tunisie  |
| Samedi 30 juillet 1983 | RP Congo | 15 – 14                       | Égypte   |

### Phase finale
Les résultats de la phase finale sont :
| Match                  | Date                 | Équipe 1      | Score   | Équipe 2 |
| ---------------------- | -------------------- | ------------- | ------- | -------- |
| Finale                 | Dim. 31 juillet 1983 | Algérie       | 25 – 24 | RP Congo |
| Match pour la 3e place | Sam. 30 juillet 1983 | Tunisie       | ?? – ?? | Égypte   |
| Match pour la 5e place | Sam. 30 juillet 1983 | Cameroun      | ?? – ?? | Sénégal  |
| Match pour la 7e place | Sam. 30 juillet 1983 | Côte d'Ivoire | ?? – ?? | Maroc    |
| Match pour la 9e place | Sam. 30 juillet 1983 | Nigeria       | ?? – ?? | Angola   |

## Classement final
Le classement final est,, :
| Rang                        | Nation        |
| --------------------------- | ------------- |
| Médaille d'or, Afrique      | Algérie       |
| Médaille d'argent, Afrique  | RP Congo      |
| Médaille de bronze, Afrique | Tunisie       |
| 4                           | Égypte        |
| 5                           | Cameroun      |
| 6                           | Sénégal       |
| 7                           | Côte d'Ivoire |
| 8                           | Maroc         |
| 9                           | Nigeria       |
| 10                          | Angola        |

L'Algérie est ainsi qualifiée pour les Jeux olympiques de 1984 et la RP Congo est qualifié pour le Championnat du monde B 1985.